# Jane Wolfe

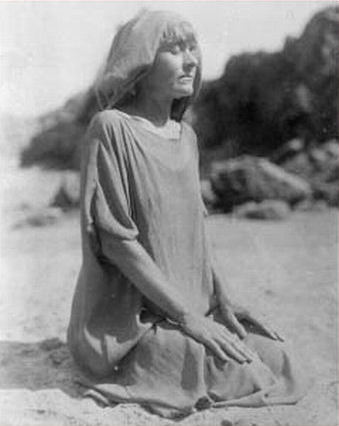
Jane Wolfe à Cefalu.

Jane Wolfe (de son nom complet Sarah Jane Wolf)  est une actrice américaine née à Saint Petersburg (Pennsylvanie) le 21 mars 1875 et morte à Glendale (Californie) le 29 mars 1958.

## Biographie
Jane Wolfe s'installe à New York à la fin du XIXe siècle et commence une carrière théâtrale. Elle devient une actrice du cinéma muet et tourne dans plus de 90 films entre 1910 et 1920. Puis elle quitte le milieu du spectacle et elle se consacre à une vie d'étude, principalement orientée vers l'occultisme. Elle fait la connaissance de l'écrivain anglais Aleister Crowley qu'elle rejoint à l'Abbaye de Thélème à Cefalù en Sicile.
Elle meurt en 1958, à 83 ans, ayant toujours continué à enseigner cette religion.

## Filmographie partielle
- 1913 : The Battle for Freedom de George Melford
- 1913 : The Chinese Death Thorn de George Melford
- 1914 : The Invisible Power de George Melford
- 1915 : The Wild Goose Chase de Cecil B. DeMille
- 1915 : The Case of Becky de Frank Reicher
- 1916 : Anice, fille de ferme (The Plow Girl) de Robert Z. Leonard
- 1916 : The Thousand-Dollar Husband
- 1916 : Unprotected de James Young
- 1916 : Un Précurseur (Pudd'nhead Wilson) de Frank Reicher
- 1916 : The Blacklist de William C. de Mille
- 1916 : Chaque perle, une larme (Each Pearl a Tear) de George Melford
- 1917 : Une flétrissure (On Record) de Robert Z. Leonard
- 1917 : Petit Démon (Rebecca of Sunnybrook Farm)
- 1918 : The Cruise of the Make-Believes
- 1919 : Un jeune homme trop rangé (A Very Good Young Man) de Donald Crisp
- 1919 : Un reportage tragique (The Grim Game)
- 1919 : Men, Women, and Money de George Melford
- 1920 : Fatty, l'intrépide shérif (The Round-Up) de George Melford
- 1920 : L'Échange (Why Change Your Wife?)
- 1920 : The Six Best Cellars de Donald Crisp